# Thesium pearcei
Thesium pearcei är en skalbaggsart som beskrevs av Park in Park, Wagner och Ivan T. Sanderson 1976. Thesium pearcei ingår i släktet Thesium och familjen kortvingar. Inga underarter finns listade i Catalogue of Life.